# Agostino Radi
Agostino Radi (Cortona, ... – 1655) è stato uno scultore italiano.

## Biografia
Figlio dello scultore Mariotto Radi, nacque a Cortona e si trasferì insieme al fratello Bernardino a Roma, dove esercitò la professione di scultore.
Numerosi i lavori documentati quale collaboratore del fratello: la decorazione dell'ala del palazzo del Quirinale progettata da Carlo Maderno (1612), sculture per il giardino di Montecavallo e per villa Borghese (1613), fontane per piazza San Pietro e piazza Scossacavalli (1614), per il palazzo Vaticano, largo di porta Cavalleggeri e il Quirinale (1615-1616), apparati liturgici e decorazioni religiose per le basiliche di Sant'Agnese fuori le mura e Santa Maria Maggiore (1615).
Nel 1614 sposò Giuditta Bernini, figlia di Pietro Bernini, entrando così negli ambienti berniniani e collaborando con Gian Lorenzo Bernini. Favorito dal cognato, Agostino fu l'autore di una serie di gruppi statuari (1622-1625) per il cardinale Scipione Borghese e lavorò nel cantiere di piazza San Pietro. Chiamato da Francesco Borromini per alcuni interventi in palazzo Barberini, ne fu poi allontanato nel 1632 dopo che questi scoprì che Agostino riservava segretamente al cognato percentuali sui guadagni.